# Logis d'Henri IV
Le logis d'Henri IV est une maison située à Neuilly-le-Réal, dans l'Allier, dans le centre de la France. Selon la tradition Gabrielle d'Estrée et Henri IV s'y seraient retrouvés.

## Description
La maison date de la seconde moitié XVIe siècle. Elle est rectangulaire avec un rez-de-chaussée surélevé accessible par deux escaliers, et un étage. L'ossature de l'édifice reposant sur un soubassement maçonné est en pans de bois. Elle est composée à chaque étage de deux rangées superposées de cadres étrésillonnées par des croix de saint André (exception à l'étage pour deux cadres, un avec une écharpe, l'autre avec une tournisse). L'étage est en encorbellement sur une sablière, supporté par des consoles moulurées.

## Localisation
La maison est située dans le centre du village de Neuilly-le-Réal, dans le centre-est du département français de l'Allier, à une douzaine de kilomètres au sud-est de Moulins.

## Historique
Selon la tradition Gabrielle d'Estrée (c. 1573 - 1599) et Henri IV (1553-1610) s'y seraient retrouvés. Gabrielle d'Estrée devint la maîtresse et favorite d’Henri IV en 1591.
Les façades et toiture de l'édifice sont inscrites au titre des monuments historiques depuis le 19 avril 1972.
La maison est la propriété de la commune.